# Theodora Elisabeth Vollmöller

Theodora Elisabeth Vollmöller um 1900

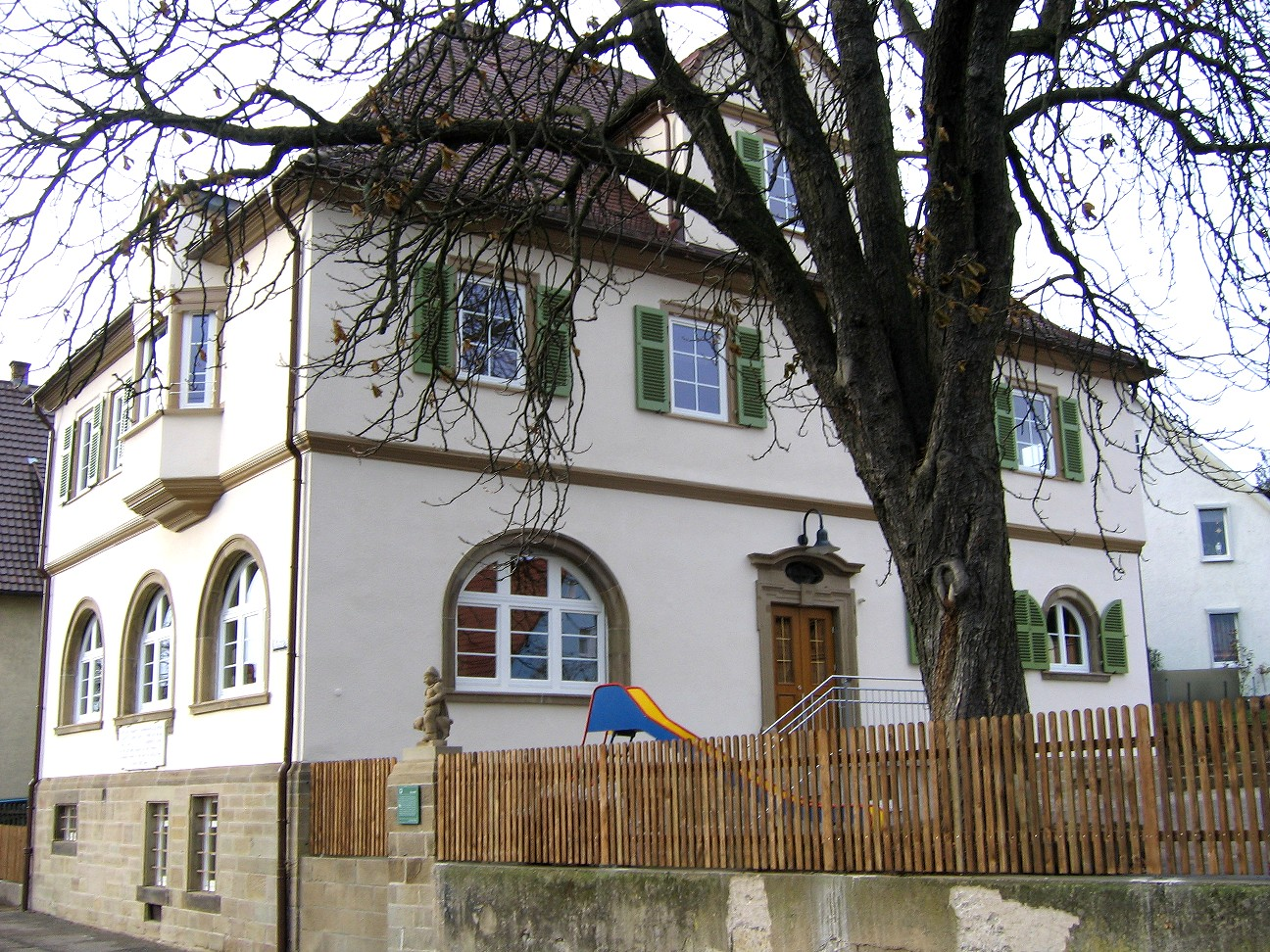
Das Dorastift in Ilsfeld ist nach ihr benannt

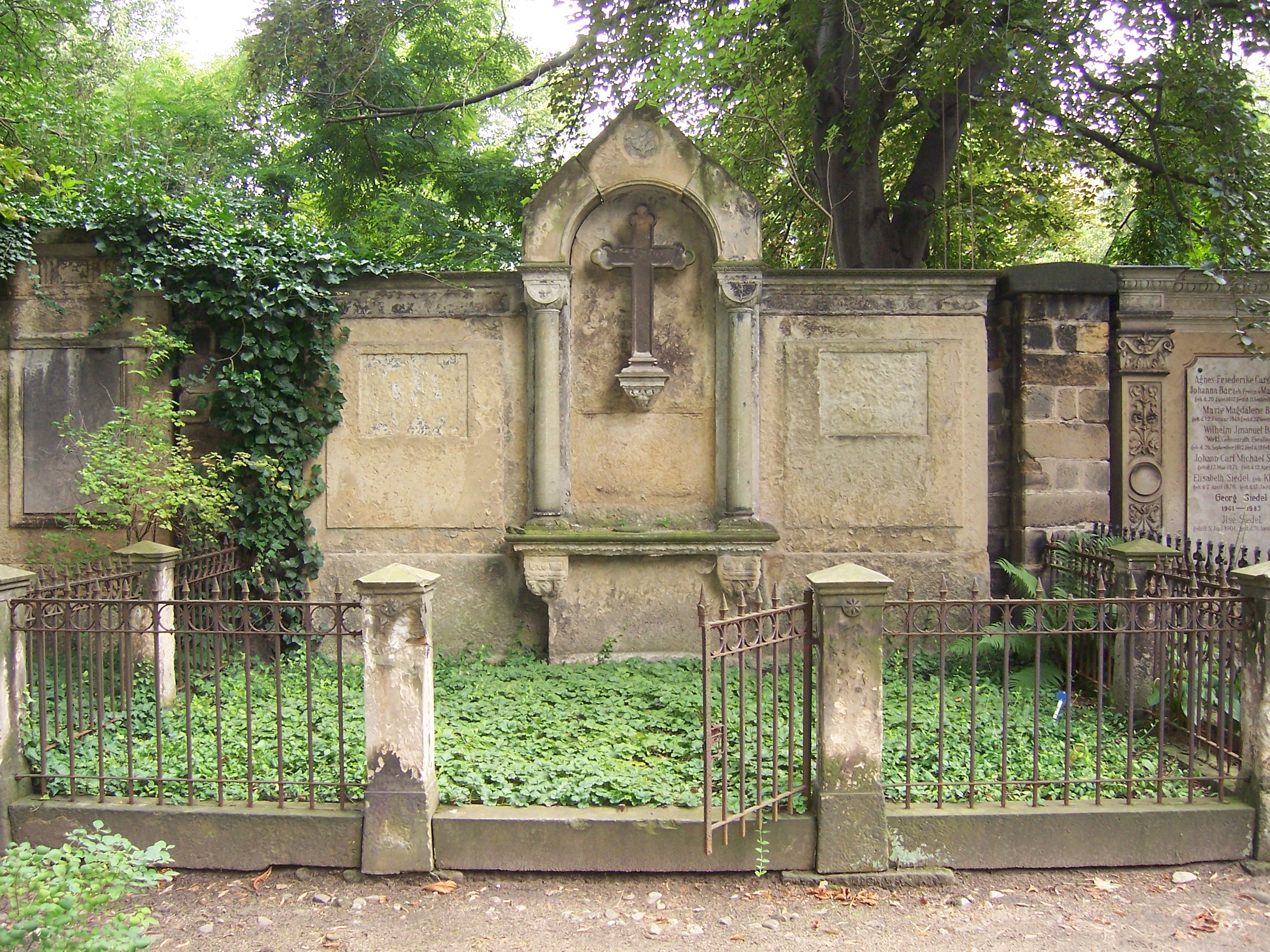
Vollmöllers Grab auf dem Trinitatisfriedhof in Dresden

Theodora Elisabeth Vollmöller, geb. Mirus (* 15. Dezember 1865 in Leisnig; † 3. Februar 1934 in Dresden) war eine deutsche Schriftstellerin und Frauenrechtlerin.

## Leben
Sie war die Tochter des Rechtsanwalts und sächsischen Hofrats Karl Adolf Mirus (1829–1907) und der Auguste Wilhelmine Buhle (1839–1900). Die Mutter war Nachfahrin einer Textilfabrikantenfamilie in Polen und brachte bedeutendes Vermögen in die Familie ein. Theodora erhielt ihre Erziehung durch eine Gouvernante und Privatlehrer. Das Vermögen der Familie erlaubte ihr schon in jungen Jahren zahlreiche größere Reisen. Im Haus Gottfried in Tölz, einem Besitz der Eltern, verlobte sie sich am 31. August 1886 mit Karl Vollmöller, zu dem Zeitpunkt Professor der Philologie in Göttingen. Am 18. Januar 1887 folgte die Heirat. Dadurch wurde sie die Schwägerin der Sozialreformerin Emilie Vollmöller.
Im Jahr 1891 zog die Familie nach Dresden, wo sie aus altem Buhle'schen Besitz zahlreiche Immobilien besaß. Vollmöller war sozial engagiert, auf dem Gebiet der Inneren Mission tätig und setzte sich vor allem für arbeitende Frauen und Mädchen ihrer Zeit ein. In Leisnig gründete sie das Augusta-Heim, in dem Autorinnen, Lehrerinnen, Handlungsgehilfinnen und andere berufstätige Frauen den Sommer verbringen konnten. Ihr Mann engagierte sich gemeinsam mit seinem Bruder Robert Vollmöller in deren Heimatort Ilsfeld nach der Brandkatastrophe von 1904 für die Nothilfe und den Wiederaufbau und gründete dort 1906 das nach ihr benannte Kleinkinderpflegeheim Dorastift. Die Brüder wurden 1906 zu Ehrenbürgern von Ilsfeld ernannt.
Von 1910 bis 1912 war Vollmöller Verbandsvorsitzende des „Landesverbandes für christlichen Frauendienst“. Auch im Vorstand des „Vereins für Handlungsgehilfinnen“ und des Vereins „Freundinnen junger Mädchen“ hatte Vollmöller Posten inne. Ihre Schriften veröffentlichte sie unter dem Namen Dora Vollmöller. Sie war eine enge Freundin der Schriftstellerin und Frauenrechtlerin Hedwig Dohm, der Großmutter Katia Manns.
Vollmöller starb 1934 in Dresden. Ihr Grab befindet sich auf dem Trinitatisfriedhof.

## Werke
- Himmelwärts. Ein Erinnerungsblatt. Von Dora Vollmöller. Naumann, Dresden 1898.
- Zur Erinnerung an die Einweihungsfeier des Augustaheims zu Leisnig in Sachsen am 1. Mai 1901.[1]
- Die Fürsorge für die Handlungsgehilfinnen. Von Dora Vollmöller. Burdach, Dresden 1903.